# David Pines
David Pines (Kansas City, Missouri, 8 de junho de 1924 – Urbana, Illinois, 3 de maio de 2018) foi um físico estadunidense, que trabalhou com teoria do estado sólido e teoria de múltiplos corpos, diretor fundador do Institute for Complex Adaptive Matter (ICAM) da Universidade da Califórnia, atualmente uma instituição internacional para pesquisa de fenômenos emergentes, especialmente nos campos científicos da biologia, química e física.

## Formação e carreira
Pines estudou na Universidade da Califórnia em Berkeley (bacharelado 1944) e na Universidade de Princeton (mestrado 1948), onde obteve um doutorado em 1950. Esteve depois na Universidade da Pensilvânia, de 1952 a 1955 foi professor assistente na Universidade de Illinois em Urbana-Champaign (UIUC) e depois de 1955 a 1958 em Princeton, onde foi em 1958/1959 membro do Instituto de Estudos Avançados de Princeton. Em 1959 foi professor de física e engenharia elétrica na UIUC, onde permaneceu até 1995 e foi de 1967 a 1970 diretor fundador de seu Center for Advanced Study.
Pines foi eleito em 1960 fellow da American Physical Society. Recebeu a Medalha Dirac de 1985 da Universidade de Nova Gales do Sul (Dirac Lecture) e a primeira Medalha Feenberg de 1985. Recebeu o Prêmio Lilienfeld de 2016. Foi membro da Academia Nacional de Ciências dos Estados Unidos (desde 1973), da Academia de Ciências da Rússia e da Academia de Ciências da Hungria, da American Philosophical Society e da Academia de Artes e Ciências dos Estados Unidos (desde 1980).

## Publicações selecionadas
- The Many-Body Problem. Benjamin, Nova Iorque 1961 (com Reprints)
- Elementary Excitations in Solids. Benjamin, 1963
- com Philippe Noziéres: Theory of Quantum Liquids. Volume 1 Normal Fermi Liquids. Benjamin 1966, Volume 2 Superfluid Bose Liquids. Benjamin 1966, Addison-Wesley 1990